# Jonathan Thomas
Jonathan Thomas (* 27. Dezember 1982 in Pembroke) ist ein walisischer Rugby-Union-Spieler. Er spielt als Flügelstürmer oder Nummer Acht für die walisische Nationalmannschaft und die Ospreys.
Thomas durchlief die Jugendnationalmannschaften seines Landes und begann mit dem professionellen Clubrugby beim Swansea RFC. Mit der Umstrukturierung hin zu regionalen Auswahlen ging er zu den Ospreys, wo er zusammen mit zahlreichen anderen Nationalspielern spielt. Diesem Team gelang es, 2007 die Magners League und 2008 den Anglo-Welsh Cup zu gewinnen.
Thomas gab sein Nationalmannschaftsdebüt gegen Australien im Sommer 2003. Er wurde auch in den Kader zur Weltmeisterschaft 2003 nominiert. Seinen ersten Versuch im Nationaltrikot erzielte er gegen Italien während der Six Nations 2005.
Bei den Six Nations 2007 wurde er in vier von fünf Spielen eingesetzt. Er gehörte im Verlauf des Jahres auch zum Kader für die Weltmeisterschaft. Dabei kam er in den Partien gegen Kanada und Australien zum Einsatz. Unter Warren Gatland gehörte er zur Stammformation beim Gewinn des Grand Slam bei den Six Nations 2008.